# Piggott-Halbinsel
Die Piggott-Halbinsel ist eine breite und schneebedeckte Halbinsel an der Lassiter-Küste des Palmerlands auf der Antarktischen Halbinsel. Sie liegt zwischen dem New Bedford Inlet im Norden und dem Wright Inlet im Süden. Im Westen wird sie durch den Bryan- und den Swann-Gletscher begrenzt. 
Teilnehmer der United States Antarctic Service Expedition (1939–1941) sichteten sie erstmals bei einem Überflug am 30. Dezember 1940 und fertigten Luftaufnahmen an. Der United States Geological Survey kartierte sie anhand eigener Vermessungen und Luftaufnahmen der United States Navy aus den Jahren von 1961 bis 1967. Das UK Antarctic Place-Names Committee  benannte sie 1985. Namensgeber ist der britische Ionosphärenforscher William Roy Piggott (1914–2008), der von 1973 bis 1979 für den British Antarctic Survey tätig war.